# Талбудин, Нурбек Нуридинулы
Талбудин Нурбек Нуридинулы — казахстанский борец по грэпплингу, вольного стиля. Чемпион Азии по грэпплингу AIGA 2022 года, Чемпион Мира по грэпплингу UWW 2022 года.
Мастер спорта международного класса по грэпплингу AIGA, UWW. Мастер спорта по вольной борьбе.
Старший тренер по грэпплингу AIGA г. Астана, Казахстан.
Топовый спортсмен лиги Arlan Grip PRO (Рекорд в AGP: 5-0).

## Карьера
В 2011 году стал чемпионом Казахстана по вольной борьбе (66 кг).
В 2016 году стал чемпионом Казахстана по вольной борьбе (U23, 65 кг).
В 2022 году стал чемпионом Казахстана по грэпплингу в городе Актобе (71 кг).
В 2022 году завоевал золото на чемпионате Азии по грэпплингу AIGA в городе Астана, Казахстан.
В 2022 году он выиграл золотую медаль в весовой категории до 71 кг на чемпионате Мира по грэпплингу UWW 2022 года в Понтеведра, Испания.